# Funtensee
Der Funtensee ist ein Karstsee im Gebirgsmassiv des Steinernen Meeres im Nationalpark Berchtesgaden und liegt auf einer Höhe von 1601 m ü. NHN. Überregionale Bekanntheit hat der See durch seine lagebedingten Kälterekorde erlangt, die jedoch für die weitere Umgebung nicht repräsentativ sind.

## Etymologie
Die Herkunft des Seenamens ist strittig. Für das Bestimmungswort wurden die Wurzeln Fontana („Quelle“) oder Funken („Forelle“) vorgeschlagen. In alten Quellen findet man auch die Schreibweise Fundensee.

## Geografie
Der Funtensee liegt in einer Senke, bedeckt etwa 2,5 Hektar Fläche (offiziell werden 3,4 ha angegeben), und seine Uferlinie ist etwa 780 Meter lang. Er ist an der tiefsten Stelle 5,5 Meter und im Mittel 2,5 Meter tief. Das Wassereinzugsgebiet umfasst etwa 10 km².
Hauptzufluss ist der Stuhlgraben im Südosten, dem 240 Meter vor der Mündung rechtsseitig der Rennergraben zufließt.
Der See ist ein Blindsee und hat keinen oberirdischen Abfluss. Am östlichen Seeufer ist jedoch an der Teufelsmühle, einem verstürzten Ponor, hinter einer Felswand ein gurgelndes Geräusch vom unterirdischen Abfluss des Überwassers zu hören. Von dort erreicht das Wasser binnen elf Stunden durch die Salzgrabenhöhle den Königssee.
Der Funtensee ist vom Bayerischen Landesamt für Umwelt als besonders wertvolles Geotop (Geotop-Nummer: 172R002) ausgewiesen.

## Entstehung
Die Senke, in der der Funtensee liegt, entstand über einen längeren Zeitraum durch Karst-Erosionsprozesse und nachfolgende glaziale Überformung. Geomorphologisch gesehen ist die Geländeform eine Uvala. Durch Kohlensäureverwitterung gebildete Dolinen wurden von einem bis zu 350 m mächtigen Gletscher während der letzten Eiszeit noch tiefer geschürft. Nach seinem Schmelzen hinterließ der Gletscher Grundmoränenmaterial, das die Abflüsse im Untergrund des Sees abdichtete.

## Geschichte
Die Nutzung des Funtensee-Gebietes zur Almwirtschaft ist bereits 1385 belegt. 1850 wurde die Funtenseealm mit 185 Rindern bestoßen, die Sömmerung wurde in den 1960er-Jahren aufgegeben.
Durch den See verlief zeitweise die Grenze zwischen Bayern und Salzburg. Dies war vor 1810 und von 1816 bis 1818 der Fall, zwischenzeitlich gehörte das Herzogtum Salzburg vollständig zum Königreich Bayern.
29 Meter oberhalb und 150 Meter nordwestlich des Sees liegt das Kärlingerhaus, eine große, während der Sommersaison bewirtschaftete Alpenvereinshütte, deren Winterraum ganzjährig geöffnet ist.

## Klima
Das Lokalklima am Funtensee nimmt eine Sonderstellung ein.
Am 24. Dezember 2001 registrierte eine Station der Firma Meteomedia eine Temperatur von −45,9 °C. Am selben Tag hat die untere Funtensee-Station des DWD, welche nicht im Routinemessnetz, sondern als Projektstation zusammen mit dem Nationalpark betrieben wird, eine Temperatur von −44,0 °C registriert. Der niedrigste Wert an der DWD-Station wurde am 25. Januar 2000 mit −45,8 °C gemessen. Als niedrigste Temperatur für Deutschland gibt der DWD aber −37,8 °C (am 12. Februar 1929 in Hüll/Wolnzach) an.
Die Kälteextreme erklären sich durch die topografische Lage des Sees, der rings von Bergen umschlossen ist und auf dem Grund eines Beckens liegt. Im Winter fallen die Strahlen der tiefstehenden Sonne hier kaum je bis auf den Grund des Bergkessels. In klaren Nächten strahlt die Restwärme ab. Da die kalte Luft aus der Senke nicht abfließen kann, bildet sich ein Kaltluftsee.
Der Wald endet an den umgebenden Berghängen etwa 100 m über dem Talkessel, das Seeufer und der untere Talkessel sind völlig baumfrei. Diese umgekehrte Baumgrenze ist jedoch offenbar keine Folge des Kaltluftsees, sondern wird auf die frühere Nutzung als Almbetrieb zurückgeführt.

## Bilder

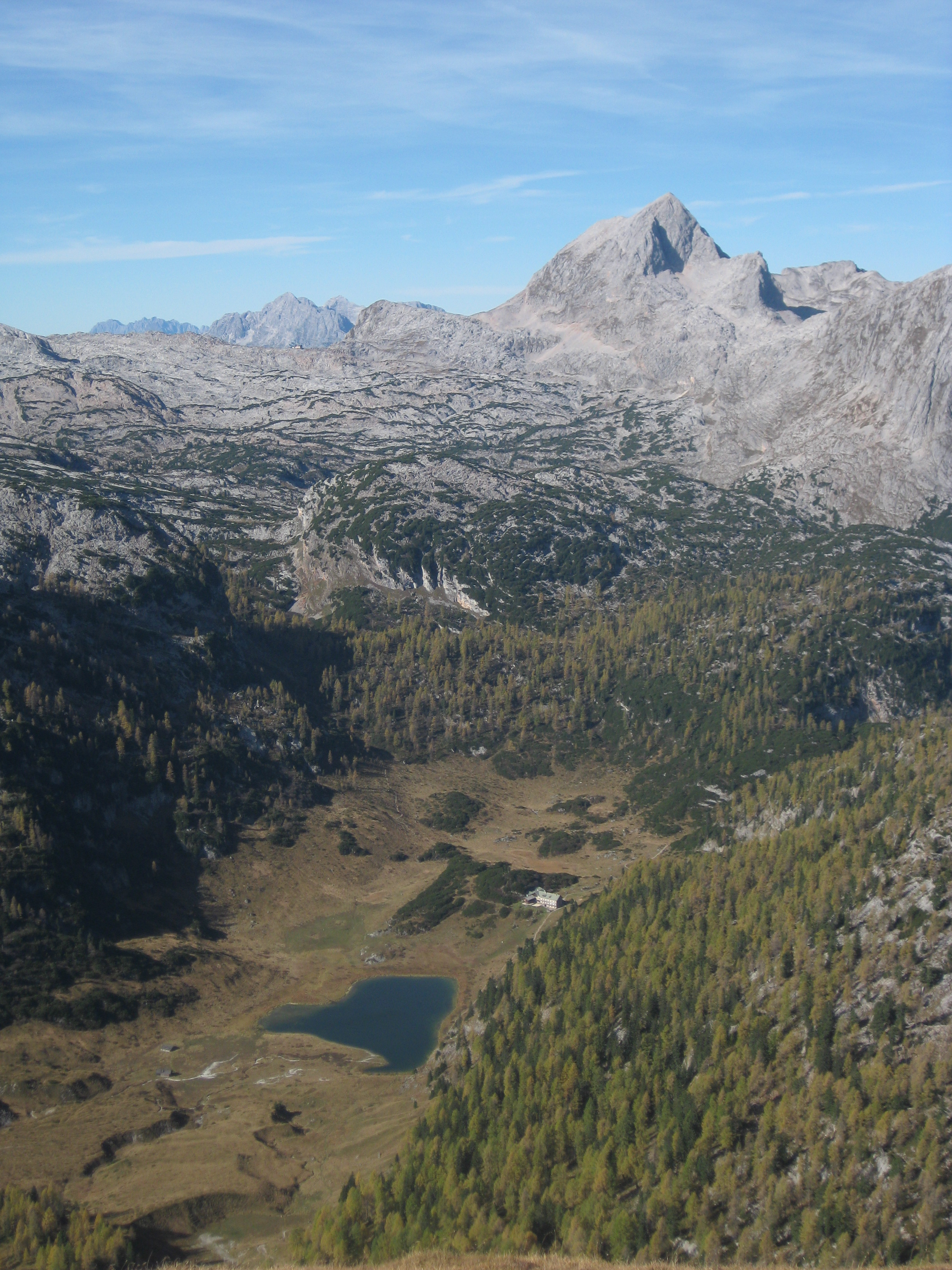
Funtensee von Osten, im Hintergrund der Große Hundstod
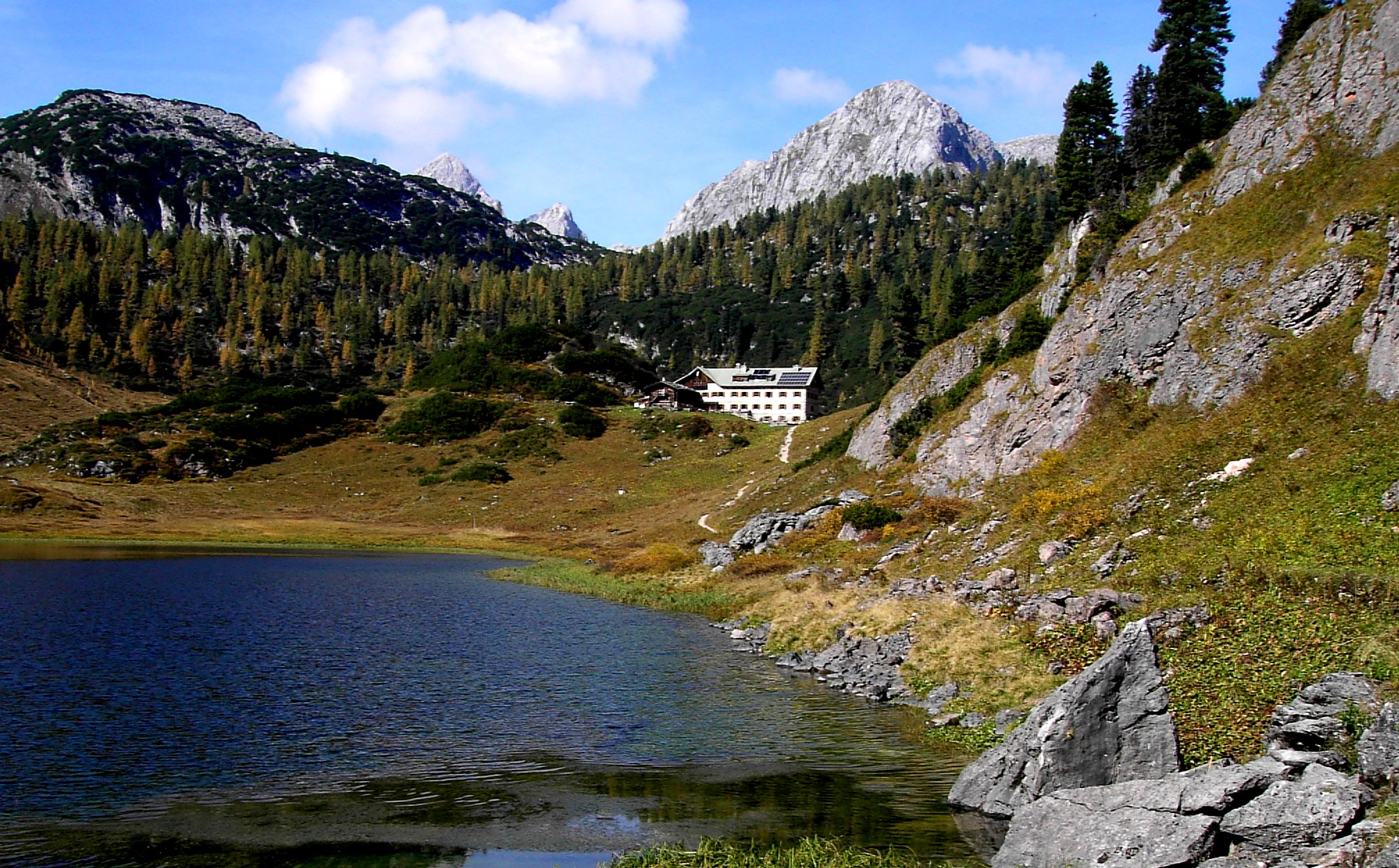
Nördliches Ufer mit dem nordwestlich des Sees gelegenen Kärlingerhaus
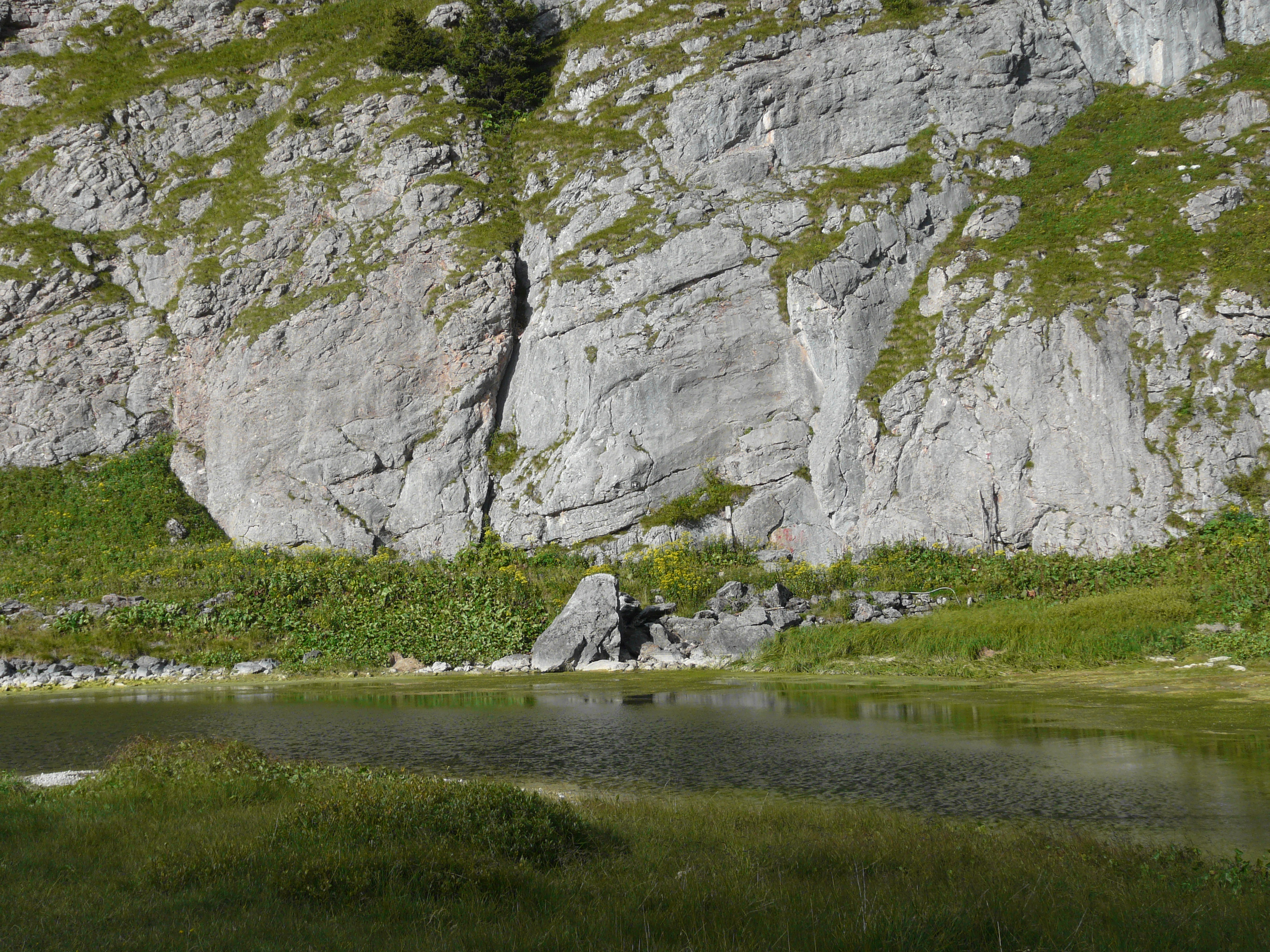
Die „Teufelsmühle“, der unterirdische Abfluss am nordöstlichen Ende des Funtensees
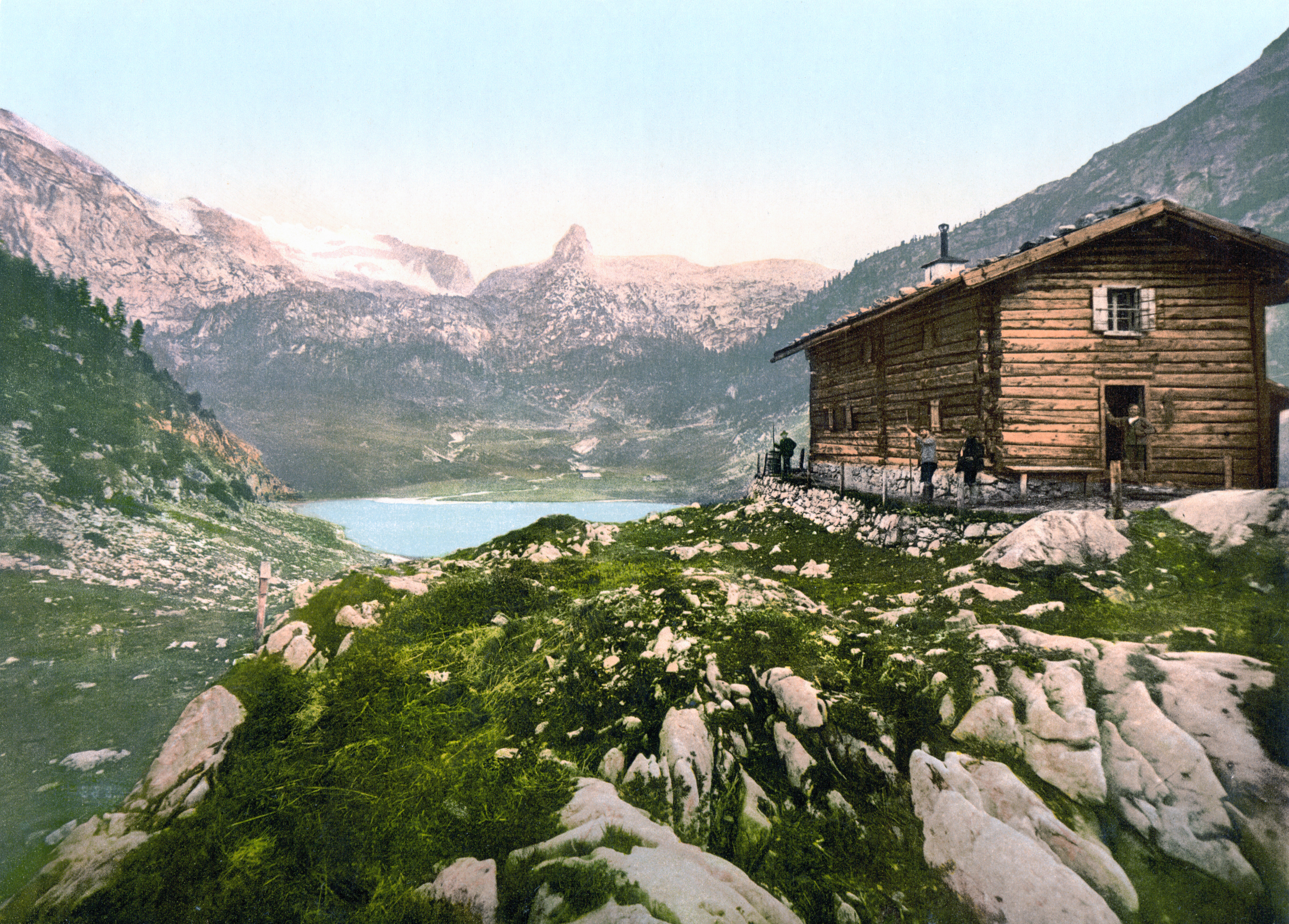
Funtensee um 1900
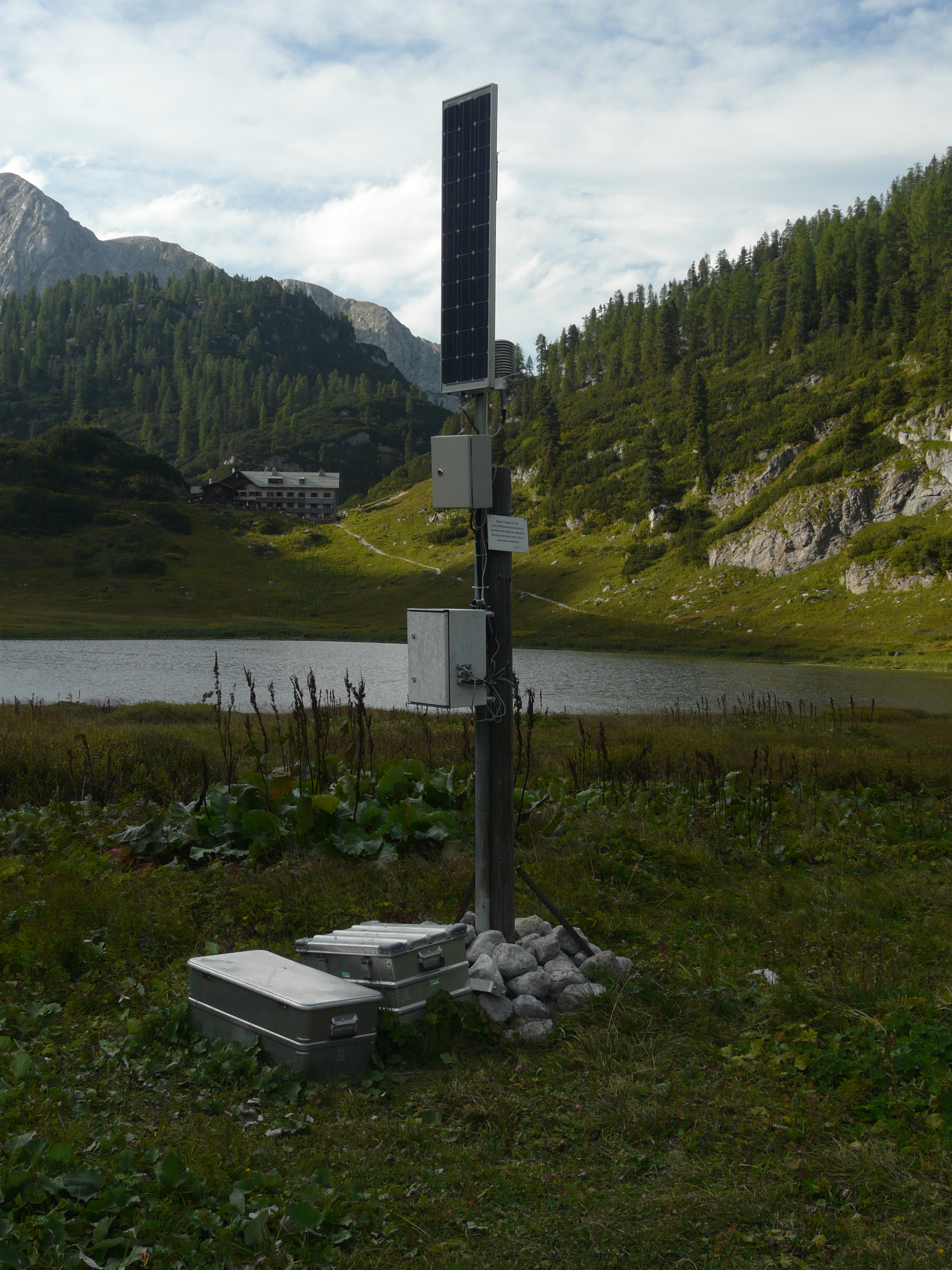
DWD-Wetterstation am Funtensee